# Vickershardheid

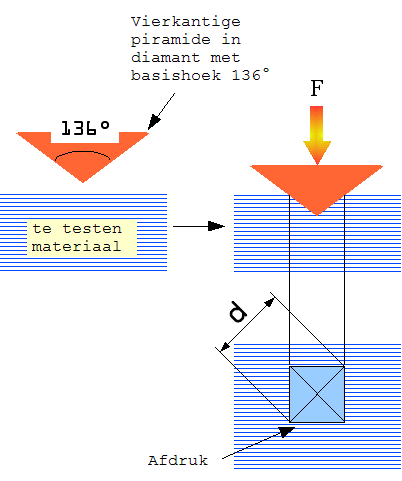
Vickershardheidstest

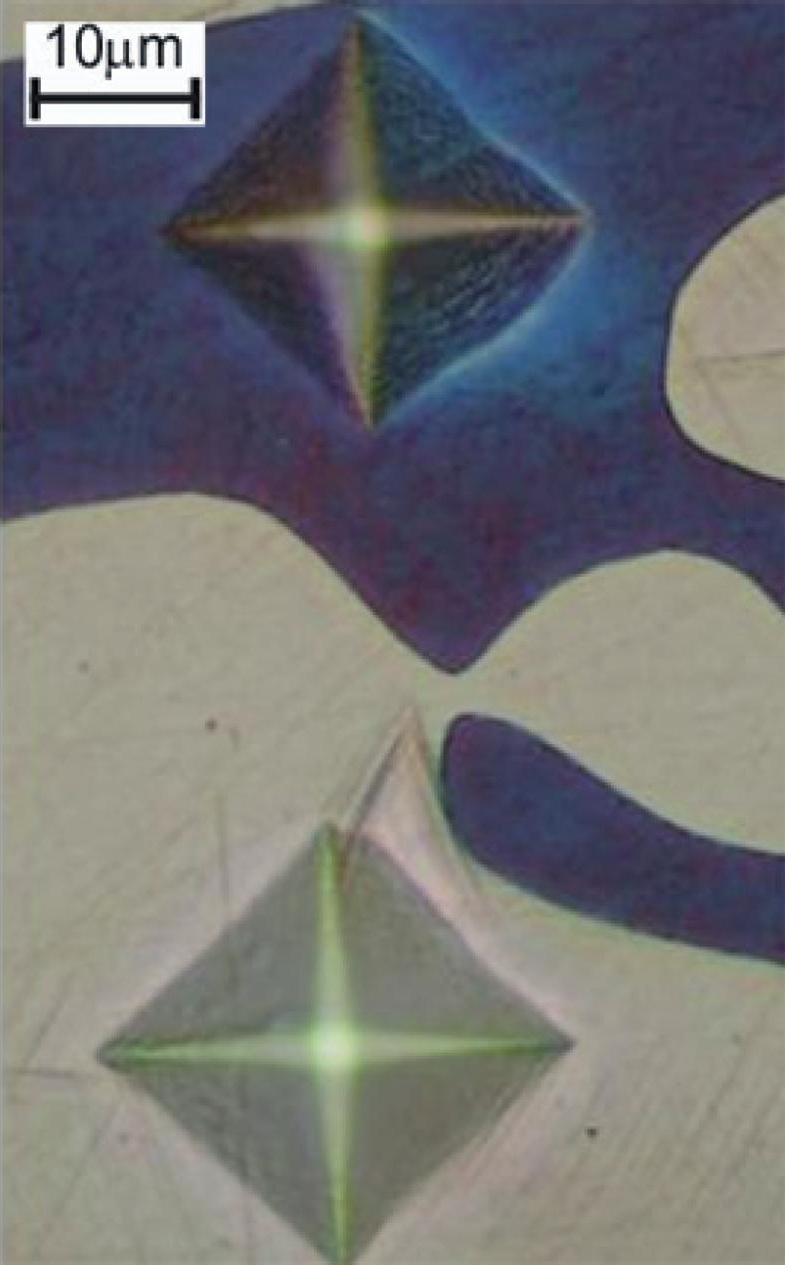
Microschaal weergave van de indruk die is ontstaan door de piramidevormige indruklichamen in duplex roestvaststaal.

Bij de Vickers-hardheidstest wordt een diamanten vierzijdige piramidevormige indruklichaam met een tophoek van 136° in het te meten substraat of object gedrukt met een kracht F. De kracht wordt binnen 2 tot 8 seconden opgebouwd en vastgehouden gedurende 10 tot 15 seconden. Na het wegnemen van de kracht worden de beide diagonalen (d1 en d2) van de indruk opgemeten met behulp van een meetmicroscoop. Door het weggedrukte oppervlak te bepalen, kan men met behulp van onderstaande formule de bijbehorende hardheidswaarde worden bepaald. Deze waarde wordt uitgedrukt in "hardheid volgens Vickers" (HV).
{\displaystyle HV=0{,}102\cdot {\frac {2\cdot F\cdot \sin({\frac {\alpha }{2}})}{d^{2}}}}
In de meeste gevallen is de tophoek 136°, dan wordt de uitdrukking:
{\displaystyle 0{,}189\cdot {\frac {F}{d^{2}}}}
- α = tophoek piramide [°]
- F = testkracht [N]
- d = rekenkundig gemiddelde diagonalen [mm]

## Geschiedenis en gebruik
De Vickershardheidstest werd in 1925 door Smith en Sandland ontwikkeld en genoemd naar de Britse vliegtuigbouwer Vickers. De testmethode is vastgelegd in de internationale norm DIN EN ISO 6507.
De Vickerstestmethode is vergelijkbaar met de Brinell-test, maar indruk bij een Vickerstest is gemakkelijker af te lezen dan de cirkelvormige indruk bij de Brinellmethode.